# Wolfgang Eggert (Historiker)
Wolfgang Eggert (* 13. Mai 1938 in Brandenburg an der Havel; † 6. Juli 2006 in Berlin) war ein deutscher Historiker.

## Leben
Nach der Promotion A Das ostfränkisch-deutsche Reich in der Auffassung seiner Zeitgenossen 1968 an der HU Berlin und der der Promotion B Das Wir-Gefühl bei fränkischen und deutschen Geschichtsschreibern bis zum Investiturstreit 1985 an der HU Berlin war er Mitarbeiter der Monumenta Germaniae Historica und ab 1997 Professor (§ 17 HmbHG) für Mittelalterliche Geschichte an der Universität Hamburg.

## Schriften (Auswahl)
- Das ostfränkisch-deutsche Reich in der Auffassung seiner Zeitgenossen. Wien 1973, ISBN 3-205-00508-2.
- mit Barbara Pätzold: Wir-Gefühl und Regnum Saxonum bei frühmittelalterlichen Geschichtsschreibern. Wien 1984, ISBN 3-205-00554-6.
- Hrsg.: Dokumente zur Geschichte des deutschen Reiches und seiner Verfassung 1331–1335. Lieferung 2. Hannover 1999, ISBN 3-7752-5429-3.
- Hrsg.: Dokumente zur Geschichte des deutschen Reiches und seiner Verfassung 1331–1335. Lieferung 3. Hannover 2003, ISBN 3-7752-5452-8.

## Belege
1. ↑  Monumenta Germaniae Historica, Seite II

| Personendaten    | Personendaten            |
| ---------------- | ------------------------ |
| NAME             | Eggert, Wolfgang         |
| KURZBESCHREIBUNG | deutscher Historiker     |
| GEBURTSDATUM     | 13. Mai 1938             |
| GEBURTSORT       | Brandenburg an der Havel |
| STERBEDATUM      | 6. Juli 2006             |
| STERBEORT        | Berlin                   |